# AMC Javelin
AMC Javelin var en sportcoupé från American Motors Corporation som tillverkades 1968-1974. Huvudkonkurrenter var Ford Mustang och Chevrolet Camaro. Javelin presenterades 1968 efter att en prototyp visats 1966. 1971 kom den andra generation av modellen som tillverkades fram till 1974. 
Javelin designades av Richard A. Teague.